# Parafia Trójcy Świętej w Gorzowie Śląskim
Parafia Trójcy Świętej – rzymskokatolicka parafia położona przy ulicy Małej 4 w Gorzowie Śląskim (gmina Gorzów Śląski). Parafia należy do dekanatu Gorzów Śląski w diecezji opolskiej. 

## Historia parafii
Parafia została utworzona w 1248 roku. Pierwszy, drewniany kościół parafialny spłonął w 1697 roku. Odbudowany został w 1707 roku i służył parafii do 1889 roku. Obecny kościół został zaprojektowany przez Otto Hempela z Byczyny i wybudowano go w latach 1894–1895. 
Proboszczem parafii jest ks. Rafał Prusko.

## Liczebność i zasięg parafii
Parafię zamieszkuje 3000 mieszkańców, swym zasięgiem duszpasterskim obejmuje ona miejscowości:
- Gorzów Śląski,
- Budzów,
- Dębina,
- Karłów,
- Libiąż,
- Leśniki,
- Morgi,
- Nowa Wieś,
- Pawłowice,
- Pakoszów,
- Strugi-Szczotki,
- Tęczynów,
- Więckowice Nowe,
- Więckowice Stare,
- Zofiówka.

### Szkoły i przedszkola
- Zespół Szkół Rolniczych w Gorzowie Śląskim,
- Publiczna Szkoła Podstawowa w Gorzowie Śląskim,
- Publiczna Szkoła Podstawowa w Pawłowicach,
- Publiczne Przedszkole w Gorzowie Śląskim,
- Publiczne Przedszkole w Pawłowicach,
- Publiczne Przedszkole w Nowej Wsi,
- Publiczne Przedszkole w Pakoszowie[2].

## Inne kościoły i kaplice
Na terenie parafii znajdują się:
- Kościół Trójcy Świętej w Gorzowie Śląskim,
- kaplica w klasztorze sióstr św. Elżbiety[3].

## Duszpasterze

### Proboszczowie od 1665 roku
- ks. Augustyn Krakowski,
- ks. Ludwik Czajka,
- ks. Urban Koss,
- ks. Pawellek,
- ks. Karol Buske,
- ks. Grzegorz Latusek,
- ks. Jan Dubiel,
- ks. Krzysztof Musioł,
- ks. Jan Teofil Strachwitz,
- ks. Ignacy Franciszek Petras,
- ks. Jakub Botulides,
- ks. Antoni Robota (1892–1901),
- ks. Maksymilian Hahnel (1901–1907),
- ks. Ignacy Bőhm (1907–1933),
- ks. Paweł Moszek (1933–1966),
- ks. Józef Basista (1966–1970),
- ks. Józef Olszok (1970–1991),
- ks. Józef Dziuk (1991-2024),
- ks. Rafał Prusko (od 2024)

### Wikariusze
- ks. Reinhold Goy,
- ks. Franciszek Behrens,
- ks. Hubert Jordan,
- ks. Antoni Liszka,
- ks. Antoni Nierobisz,
- ks. Alojzy Stanoszek,
- ks. Erich Steinfeld,
- ks. Jan Kokoszka,
- ks. Juliusz Bieniek (późniejszy biskup archidiecezji katowickiej),
- ks. Antoni Kubina,
- ks. Józef Karkosz,
- ks. Leon Pampuch,
- ks. Jan Kulig,
- ks. Józef Wróblewski,
- ks. Zenon Królewski,
- ks. Józef Bałabuch,
- ks. Andrzej Przybylski,
- ks. Bronisław Dołhan,
- ks. Ryszard Kręciproch,
- ks. Gotfryd Fesser,
- ks. Eugeniusz Śladek,
- ks. Antoni Misik,
- ks. Reinhold Gordzielik,
- ks. Franciszek Augustyniok,
- ks. Werner Goriwoda,
- ks. Karol Hoinka,
- ks. Marcin Penkalla,
- ks. Korneliusz Wójcik,
- ks. Gerard Świerczek,
- ks. Marek Ruczaj,
- ks. Piotr Nawrath,
- ks. Mariusz Stafa,
- ks. Krzysztof Maciejak[1].

## Grupy parafialne
- Ministranci i lektorzy,
- Marianki,
- Róże Różańcowe,
- Rodzina Franciszkańska,
- Szafarze Komunii Świętej,
- Orkiestra,
- Chór,
- Schola,
- Rada Duszpasterska,
- Caritas Parafialny,
- Organiści[1].